# Ricardo Augusto Rodríguez Álvarez
Ricardo Augusto Rodríguez Álvarez (ur. 14 czerwca 1962 w Limie) – peruwiański duchowny katolicki, biskup pomocniczy Limy od 2019.

## Życiorys
Święcenia kapłańskie przyjął 13 grudnia 1987 i został inkardynowany do archidiecezji Limy. Pracował głównie jako duszpasterz stołecznych parafii. W latach 2005–2010 był też duszpasterzem przy Papieskim Uniwersytecie Katolickim.
13 kwietnia 2019 papież Franciszek mianował go biskupem pomocniczym archidiecezji Limy oraz biskupem tytularnym Aeliae. Sakry udzielił mu 6 lipca 2019 arcybiskup Carlos Castillo Mattasoglio.